# Украйна
Украйна (на украински: Україна) е държава в Източна Европа. Тя граничи с Черно море и Азовско море на югоизток, с Русия на изток, с Беларус на север, с Полша, Словакия и Унгария на запад, с Румъния и Молдова на юг. Площта ѝ е 603 628 km², 7% от които са водни площи. През 2014 година Украйна е нападната от съседна Русия, която след няколкогодишно примирие ескалира конфликта през февруари 2022 година, превръщайки го в най-тежкия въоръжен конфликт в Европа след Втората световна война.
Територията на днешна Украйна е важен център на източнославянската култура през Средновековието, преди да бъде поделена между различни държави. Краткият, но твърде бурен период на независимост (1917 – 1921) след Октомврийската революция, приключва с присъединяването на Украйна към СССР. Украйна отново става независима след разпадането на СССР през 1991 г. От юни 2022 г. Украйна е партньор на Инициатива „Три морета“.

## История

### Ранна история
Първите идентифицирани групи, населявали територията на днешна Украйна, са представители на халколитната трипилианска култура на запад и средностожката култура на изток. През 3 хилядолетие пр.н.е. те са заменени от културите на бронзовата епоха – ямната култура в степите и културата на погребалните камери на север.
През желязната епоха в степите живеят кимерийци, скити и сармати. През VI век пр.н.е. по крайбрежието се появяват гръцки колонии, като Тирас, Олбия, Хермонаса. Те продължават да съществуват като римски и византийски градове до VI век.
През III век на територията на Украйна се заселват готите, свързвани с черняховската култура. Северно от тях от II век до V век се развива киевската култура. В края на IV век и двете области са подчинени от хуните. След техния разгром в средата на V век остготите се преселват в Панония и мястото им в степните райони е заето от прабългарите. В същото време от северозапад започват да се разселват славянски племена.
През 1912 г. край село Мала Перешчепина случайно е открито голямо съкровище, съдържащо около 800 предмета сред които Йоахим Вернер разчита между знаците върху два златни пръстена името на Кубрат, като по този начин свързва цялата находка с владетеля на Велика България.

### Средновековие
През IX век Киев, плащал дотогава данък на Хазарския хаганат, е завладян от варягите Асколд и Дир, изместени малко по-късно от регента на Новгород Олег. По това време на територията на днешна Украйна живеят славянските племена поляни, древляни, северяни, уличи, тиверци и дулеби, както и етническата група рус, чийто произход е спорен. Киев се намира в земите на Рус, заобиколени от тези на поляните, и се превръща в център на държавата Киевска Рус.
През XI век Киевска Рус е държавата с най-голяма територия в Европа. На запад тя е наричана Рутения, име, което се запазва по-късно за западните области на страната. През този период се появява наименованието Украйна, с което се означава областта Рус около градовете Киев, Чернигов и Переяслав. Християнството започва да прониква през IX век, като е прието за държавна религия през 988 г. от великия княз Владимир Велики и за неговите нужди са изпратени свещеници и книги от България. Така Киевска Рус става втората славянска държава, в която намира добър прием и се утвърждава глаголицата, а след това и кирилицата.
Въпреки успешното управление на Владимир Мономах, конфликтите между отделните князе на Киевска Рус довеждат до упадък в началото на XII век. Киев е опустошен от Андрей Боголюбски и столицата на великите князе е преместена във Владимир, на североизток, където се образува Руската държава. В началото на XIII век руските земи и остатъците от Киевска рус са покорени от монголците.
Наследник на Киевска Рус през XIII и XIV век в западната част на днешна Украйна са княжествата Галич и Волиния, които през продължителни периоди са обединени. След опустошаването на Киев от Андрей Боголюбски през 1169 г. Галич-Волиния става доминиращата сила в днешна Украйна. През XIII век главен град на княжеството става Лвов, а князете стават васали на Монголската империя. През XIV век Полша и Литва водят продължителни войни срещу монголите и с времето голяма част от Украйна попада под тяхно управление.

### Ново време
След Люблинската уния от 1569 г. и образуването на Жечпосполита, Украйна става част от Короната на Полското кралство.
Междувременно казаците в южните части на днешна Украйна водят постоянни войни с трите си силни съседа – Жечпосполита, Московското княжество и Кримското ханство, васално на Османската империя. Кралете на Жечпосполита полагат усилия да привлекат казаците на своя страна и от началото на XVI век казаците от днешна Украйна са до голяма степен интегрирани в сложната система на Полско-литовската държава. Напрежението между казаци и поляци нараства през първата половина на XVII век, когато на казаците е отказано да получат статута на шляхтата, като в същото време се правят опити те да бъдат закрепостявани. Това довежда до голямото въстание на Богдан Хмелницки, започнало през 1648 г. След въстанието казаците се опитват да запазят автономията си, като се сближат с Русия, и през 1654 г. сключват Переяславския договор с нея. Правителството на Жечпосполита се опитва да постигне компромис с казашката държава и през 1658 г. двете страни подписват Хадиачкия договор, но споразумението е отменено с полско-руския Андрусовски договор от 1667 г., който поделя територията на Украйна между двете страни.
През следващите десетилетия украинската автономия в управляваните от Руската империя области напълно изчезва. През 1775 г. украинските казаци са унищожени от руските войски и всички архивни документи и оръжия на казаците, свидетелстващи за историята на Украйна през XVI – XVIII век, са съхранявани дълго време в Крепостта Св. Елисавета, която, наред с други неща, изиграва ключова роля в победата над турците в Руско-турската война (1768 – 1774), в резултат на която Руската империя завладява южните части на страната. Върху бившите земи на украинските казаци е създадена Новорусийска губерния, в която на местата на казашките селища са основани няколко големи града. Провежда се и превръщането на украинското селячество в крепостни и се провежда строга политика на русификация.
След трите Поделби на Полша в края на XVIII век Галиция е присъединена към Австрийската империя, а останалата част от Украйна – към Русия. През XIX век украинската интелигенция, вдъхновена от националистическите движения в Европа, прави опити да възроди украинските културни традиции. Руското правителство се отнася отрицателно към тези настроения, като дори забранява използването и изучаването на украински език. В същото време много украинци се интегрират успешно в руското общество. В районите под австрийско управление администрацията оказва натиск срещу идентификацията на местните жители с Русия. Драстичен пример е концентрационният лагер в Талерхоф близо до Грац, където загиват няколко хиляди души.

### XX век
Когато Първата световна война и Руската революция от 1917 г. разтърсват Австрия и Русия, украинците се оказват между двете разпадащи се империи. През 1917 и 1918 г. възникват няколко отделни украински държави – Украинска народна република, Хетманат, Западноукраинска народна република, Украинска съветска република.
Украйна претърпява поражение в Полско-украинската война. Не успяват и съвместните усилия на Йозеф Пилсудски и Симон Петлюра да спрат настъплението на червеноармейските войски от изток. В края на Полско-руската война Рижкият договор от март 1921 г включва западните части на Украйна в Полша, а основната част е присъединена към СССР през 1922 г.
В началото на 20-те години украинската национална идея се възражда и дори се разпространява в обширна територия с традиционно смесено население на изток и юг в Украинската съветска социалистическа република. Предприета е широка кампания на украинизация. Новосъздадената широка образователна система, базирана на украинския език, довежда до ограмотяването на предимно украински-говорещото селско население. Експлозивно нарастват публикациите на украински и се усеща подем в целия културен живот. В същото време урбанизацията украинизира градските центрове.
В средата на 20-те години съветското правителство започва да се стреми към отнемане на относителната автономия на Украйна. През 1925 г. начело на комунистическата партия е поставен Лазар Каганович, който отстранява от управлението най-видните привърженици на украинизацията, като Микола Хвилови и Олександер Шумски. През 1929 г. е предприета кампания срещу „националистите“ в партията, като чистките продължават до 1934 г.
През 1928 г. съветското правителство обявява първия петилетен план, поставящ си за цел индустриализацията на страната. Украйна е сред най-засегнатите райони, като през следващите години градското население нараства от 19% на 34%. Индустриализацията е съпътствана с масова колективизация. Насилствената колективизация има опустошителен ефект върху производителността в земеделието. Въпреки това, през 1932 г. съветското правителство увеличава квотите за доставки на храни от Украйна с 44%. Според съветското законодателство членовете на колхозите не получават никакво зърно, преди да са изпълнени задължителните доставки към държавата, което в много случаи е невъзможно и предизвиква масов глад. Според различни оценки жертвите на бедствието, наричано Голодомор (буквално преведено „гладна смърт“), са между 4 и 7 милиона души.
Когато силите на Оста навлизат в Съветския съюз през лятото на 1941 г., много украинци, особено в западните области, които са под руска власт само от две години, посрещат германците като освободители, като някои се надяват да бъде създадена автономна украинска държава. Много от охранителите в германските концлагери в Полша са украинци, главно доскорошни военнопленници. В тези концлагери са избити огромно количество руснаци, украинци, евреи и др. Политиката на германците първоначално дава известни надежди за това. Въпреки това, след началния период на известна толерантност, политиката на германците рязко се променя и украинското национално движение е смазано. Германската администрация не прави сериозни опити да експлоатира потенциалното недоволство от съветската система, като колхозите и принудителните доставки на храни са запазени. Както в цяла Европа, и тук се провежда системен геноцид срещу евреите, а много украинци са депортирани за принудителен труд в Германия. Общият брой на цивилните жертви в Украйна по време на войната се оценява на 7 милиона души, включително над 1 милион евреи, избити от германците и украинските националисти. Много цивилни стават жертва на принудителен труд и дори избиване на цели села за отмъщение за нападения срещу германски части. Освен това в Украйна се провеждат някои от най-активните военни действия в хода на цялата война – от киевското обкръжение, където са пленени над 660 хиляди съветски войници, и отбраната на Одеса до пресичането на Днепър от съветските войски.
През следващите десетилетия в Украйна се концентрират голямо количество съветски военни бази, оборудвани със съвременно въоръжение. Страната става важен център на тежката промишленост – военна промишленост, въгледобив, металургия, химическа промишленост, енергетика. Някогашната казашка степ в Днепропетровска и Запорожка област се превръща в свръхиндустриализиран район, което има значително въздействие върху околната среда и здравето на хората. За нуждите на енергетиката река Днепър е трансформирана в поредица от огромни язовири.
На 26 април 1986 г. в северния град Припят се взривява един от реакторите на Чернобилската атомна електроцентрала. Чернобилската авария е най-тежкият ядрен инцидент в историята. Тя предизвиква облак от радиоактивни отпадъци, който преминава над части от Съветския съюз, Източна Европа и Скандинавия. Обширни райони в Украйна, Беларус и Русия са замърсени, а около 200 000 души са евакуирани от родните си места.

### Независима Украйна
На 24 август 1991 г., в хода на разпадането на Съветския съюз, Украйна обявява своята независимост. Тя става един от учредителите на Общността на независимите държави. На 1 декември 1991 г. референдум утвърждава с голямо мнозинство независимостта на страната. Съветският съюз официално спира да съществува на 25 декември 1991 г. и суверенитетът на Украйна е признат от международната общност.
На 8 декември 1991 г. Украйна, Беларус и Руската федерация подписват в Брест т.нар. Беловежко споразумение, с което казват на света, че СССР не съществува, и създават Общността на независимите държави (ОНД). След разпада на СССР Леонид Кравчук печели президентските избори в Украйна с близо 60% избираемост. По това време стандартът на живот рязко спада, като брутният вътрешен продукт се свива с близо 60% между 1990 и 1999 г., а нивата на инфлацията достигат петцифрени стойности. Увеличават се престъпността и безработицата.
През 1994 г. в Будапеща под председателството на Ядрения клуб, Украйна доброволно се съгласява да се откаже от ядрения си арсенал, останал ѝ в наследство от СССР, и да го върне на юридическия наследник на Съветския съюз – Руската федерация. В замяна на този акт Великобритания, САЩ и Русия стават гаранти за суверенитета и териториалната цялост на Украйна.
Вторият президент на Украйна, Леонид Кучма, въвежда нова конституция през 1996 г.

### XXI век
През 2004 г. президентските избори са спечелени от Виктор Янукович, но съдът определя изборите за подправени, което предизвиква вълна от недоволство. Това довежда до Оранжевата революция, която вкарва във властта Виктор Юшченко и Юлия Тимошенко, а Янукович остава в опозиция. Янукович е избран за президент отново през 2010 г. През 2011 г. бившият премиер-министър на Украйна и основен политически съперник на Янукович, Юлия Тимошенко, е осъдена на седем години затвор. Недоволството от управлението на Янукович прераства в многочислени протестни акции в течение на 2010 – 2013 г. Събитията от Евромайдан довеждат до смяна на държавната власт. Президентът Виктор Янукович е отстранен и той, опасявайки се за живота си, през февруари 2014 г. бяга в Русия. На 25 май 2014 г. се провеждат извънредни президентски избори, на които за президент е избран Петро Порошенко. През март 2019 г. поредните президентски избори печели актьорът Володимир Зеленски с резултат от 74%, а партията му „Слуга на народа“ печели парламентарните избори през юли 2019 с 44%.
След анексирането на Кримския полуостров от Руската федерация в началото на 2014 и последвалата война в Донбас, три области в Украйна с компактно руско население се самопровъзгласяват за независими републики, това са Република Крим, Донецка народна република (ДНР) и Луганска народна република (ЛНР). С изключение на Русия и Северна Корея, те остават непризнати от международната общност и довеждат до икономически санкции на западния свят спрямо Руската федерация. По време на военния конфликт са разрушени летищата в Донецк и Луганск, а достъпът до тези области от останалата част на Украйна е изключително затруднен, като фактически е изместена границата с Русия и има разположени нови контролно-пропускателни пунктове. На Кримския полуостров и областите Донецк и Луганск след 2014 г. оперират руски мобилни оператори, а от телевизионните кули излъчват руски тв канали, като в Донецк и Луганск са спрени предавателите на украинската обществена телевизия и частните украински канали. Според декрет на президента Зеленски от юли 2019 г. със затвор се наказва всеки украински гражданин, който не признава Крим и Донбас за украински територии или публично признае ДНР и ЛНР за легитимни. Въведен е и визов режим между гражданите на Украйна и Руската федерация двустранно.
Украйна е кандидат-член на НАТО и кандитат-член на Европейския съюз, като очакванията са преди 2030 г. тя да бъде приета в него. Надеждите на управляващите са страната да се присъедини към двете общности във възможно най-кратки срокове.

## География
Украйна е богата на природни ресурси (желязна руда, въглища, цветни метали, нефт, природен газ, каменна сол, сяра, графит, каолин). По-голямата част от страната е равнинна. Само на запад и в южните части на Крим релефът е планински. Лятото е топло и сухо.
Границите и площта на Украйна съвпадат с тези на съществувалата до 1991 г. едноименна съюзна съветска република. Граничи на североизток с Русия, на север с Беларус, на югозапад с Молдова, на запад с Полша, Словакия и Унгария. На малки откъслечни участъци по течението на реките Сучава, Прут и Дунав граничи с Румъния.
На юг страната е широко отворена към Черно и Азовско море, отделени от Кримския полуостров. В удобни заливи на морето са възникнали няколко украински пристанища – Одеса, Черноморск, Николаев, Керч, Мариупол и др.
През Украйна преминават важни железопътни, шосейни и водни пътища към Русия и Прибалтика, към Централна Европа и страните от Балканския полуостров.
Украйна е предимно равнинна страна. Равнинно-хълмистите земи заемат 95% от територията, а планинските земи съставляват едва 5% от площта на страната. Това са части от Източните Карпати и Кримските планини. Страната е богата на въглища (Донецки басейн), железни руди (Кривой рог), манган (Никопол) и др.
Украйна има гъста речна мрежа. През страната протичат големи реки като Днепър (трета в Европа след Волга и Дунав), Днестър, Южен Буг, Припят, Десна, Северен Донец. Долното течение на Дунав е естествена граница между Украйна и Румъния. Дължината на плавателния речен път е около 5000 km. Главната плавателна река е Днепър, транспортното значение на която нараства още повече след изграждането на верига от водохранилища. Големи днепърски пристанища Черкаск, Кременчук, Киев, Днипро, Запорожие, Херсон и др.
Транспортната дейност се извършва и по Южен Бук, Донец, Днестър и други по-малки реки.
Столицата Киев е с население от 2 860 400 жители.

## Икономика
В съветската епоха украинската икономика е втората най-мощна от всички републики, концентрирана най-вече върху тежката промишленост и добива. Украинската ССР е и ключов за съветската икономика земеделски регион. След разпада на СССР започва преход към пазарна икономика, вследствие на който по-голямата част от населението се озовава под прага на бедността. През 1990-те украинската икономика се свива драстично, и много украинци започват да разчитат на отглеждане на собствена храна и бартер, за да оцелеят.
Брутният национален продукт на Украйна през 1998 г. е 52 милиарда щатски долара, а през 1999 г. е 49,2 милиарда – по 980 щатски долара на човек, и с около 60% по-нисък от този през 1991 г. Добивът на пшеница от 30 милиона тона през 1990 г., като е намалял с над 15 милиона тона през 1998 г. Добивът на царевица е 4 милиона тона, на ечемик – 6 милиона тона, на картофи – 17 милиона тона, на захарно цвекло – 20 милиона тона. Намалено е и производството на захар и вино, съответно от 5,3 милиона тона на 2,6 милиона тона и от 2720 хиляди хектолитра на 760 хиляди хектолитра. През същия период, 1990 – 1998 г., говедата са намалели от 25 милиона на 13 милиона, а овцете от 8,5 милиона на 1,7 милиона, свинете от 20 милиона на 9,5 милиона. Производството на въглища от 165 милиона тона е намаляло на 73 милиона, а на електроенергия от 299 милиарда киловатчаса на 172 милиарда киловатчаса, на чугун от 44 милиона тона на 21 милиона тона, на стомана от 52 милиона тона на 24 милиона тона, на цимент от 22,7 милиона тона на 5,6 милиона тона. През 1993 година Украйна отбелязва рекорд по най-висока инфлация в рамките на една календарна година.
Едва след 2000 г. започва да се забелязва значителен напредък, и през 2006 г. БВП достига нивата от 1991 г. В този период растежът достига 5 – 10% годишно. Настоящият общ БВП (2010 г.) се равнява на 305 млрд. щ.д., на 40-о място в света, с индивидуална стойност на глава от населението, равна на 6700 щ.д. (на 134-то място). Много висок процент от населението – 35%, продължават да живеят под линията на бедността. Световната банка определя Украйна като страна със среден доход на населението. Основни проблеми продължават да са лошата инфраструктура, корупцията и бюрокрацията. Украинската стокова борса е с обща пазарна капитализация от 111 млрд. щ.д., а през 2007 г. отбелязва рекорден ръст от 130%.
Търговският флот на страната е с тонаж 1 354 000 тона. Основните износни продукти на земеделието са зърнени храни и зеленчуци, а на промишлеността – въглища, електроенергия, стомана, машини и химически продукти. Основни търговски партньори са Русия, Германия, Китай, Турция и Полша. Украйна е практически световен монополист в производството на титан, и е един от водещите производители на манган, цинк и желязо. Страната разполага с един от най-големите металургични отрасли в Източна Европа. Промишлеността произвежда пълна гама от транспортни средства – автомобили, локомотиви, камиони, самолети, космически ракети. Голяма част от тях се изнасят за Европейския съюз и ОНД. Украйна разчита на Русия за близо 35% от вноса си на природен газ и петрол, а през територията ѝ се транзитират 85% от всичкия природен газ за Европа. Високите технологии и туризмът са едни от най-бързо развиващите се сектори, и в последните години Украйна се е превърнала в 8-ата най-посещавана дестинация в световен мащаб.
Украйна е един от най-големите консуматори на електроенергия в Европа, а голяма част от електричеството се произвежда от АЕЦ. До 2030 г. страната ще построи 11 нови ядрени реактора. През 2007 г. 47,4% от енергията се добива от ТЕЦ, 47,5% от АЕЦ, и 5,1% от ВЕЦ. В страната работят 4 атомни електроцентрали. Чернобилската АЕЦ бива поетапно изведена от употреба след аварията през 1986 г.
Пътната система е обширна, но зле поддържана. Правителството планира да завърши 4500 km нови пътища до края на 2012 г.

## Държавно устройство
Украйна е полупрезидентска република. Сега действащата конституция е приета в края на 2004 г. Народът избира парламент и президент. Украинският парламент (наречен Върховна Рада) се състои от 450 души и се избира за 5-годишен мандат. Президентът също се избира на 5 години. Парламентът гласува министър-председателя и правителството. Кандидатурата на министър-председателя се предлага от президента.

### Въоръжени сили
Въоръжените сили (ВС) са създадени от държавата военни и специализирани формирования и техни обединения, подчинени на специфична организация и ред на функциониране, които притежават и прилагат военни и специални средства за действие за осигуряване целите на отбраната на страната. Те включват пет вида въоръжени сили войски: Сухопътни войски, Военноморски сили, Военновъздушни сили, Въздушнодесантни войски и Силите за специални операции.

## Административно деление
Украйна административно е разделена на една автономна република (Крим), 24 области и 2 града със специален статут (Киев и Севастопол).
Административни области в Украйна са: Виницка, Волинска, Днепропетровска, Донецка, Житомирска, Закарпатска, Запорожка, Ивано-Франковска, Киевска, Кировоградска, Луганска, Лвовска, Николаевска, Одеска, Полтавска, Ровненска, Сумска, Тернополска, Харковска, Херсонска, Хмелницка, Черкаска, Черновицка и Черниговска област.

## Население
Населението на Украйна възлиза 40 милиона жители, като през последните години е намаляло, било е 51 милиона. Гъстотата на населението 82,7 д/km². Раждаемостта – 8,3‰, смъртността е 14,3‰, а прирастът отрицателен – минус 6,0‰. Градското население е 71% от населението на страната.
Според преброяване от 2001 г населението на Украйна е 48 457 000 души, като 77,8% от тях са украинци, 17,3% руснаци, а останалите са от над 100 други народности, между които и българи (0,4%).

### Езици
Най-разпространеният език в Украйна е украинският. По време на последното преброяване на населението през 2001 г. – над 32,5 милиона души (около 67,5% от населението на страната) са посочили този език като роден. Той е майчин език на абсолютното мнозинство от населението във всички региони на Украйна, с изключение на Луганска и Донецка област, Крим и град Севастопол, където е майчин на значително малцинство от населението. Вторият най-разпространен език в Украйна е руският – над 14.2 милиона души (29,6%) са го посочили като свой майчин език, включително по-голямата част от населението на Крим и Донбас, както и някои по-големи градове в Южна и Източна Украйна. Други езици, които се говорят в определени райони са кримско-татарски (в Крим), румънски (в Черновицка област) и унгарски (в Закарпатска област, близо до границата с Унгария).
Според последно преброяване – около 134 хиляди души, или приблизително 0,3% от общото население са посочили българския език като майчин. Говори се главно в южните райони на Одеска и Запорожка област.
Много украинци, както и българи, беларуси, евреи и гагаузи говорят руски език, поради русификацията на Украйна по време на съветската епоха. Руският се е използвал редом с украинският, но това се променя драстично след украинската революция и инвазията на п-ов Крим през 2014 г. Въпреки закона, приет през 2017 г. за ограничаването на употребата на руския език в институции като училища и други, той продължава да се говори активно, но след началото на войната в Украйна, употребата на езика е намаляла, като основно е говорен в източните и южните части на страната, както и п-ов Крим.
Според проучването, проведено от „Рейтинг“ в периода 16 – 20 август 2023 г. на територията на Украйна, без окупираните от Русия територии, около 60% от анкетираните говорят в домовете си на украински, около 30% на украински и руски, а само 9% – на руски. От март 2022 г., употребата на руски език в ежедневието забележимо намалява. За 82% от анкетираните украинският е майчин език, а за 16% – руският. За вътрешно разселените лица и бежанците, живеещи в чужбина, е по-вероятно да използват и двата езика за общуване или да говорят на руски. Въпреки това, повече от 70% от вътрешно разселените лица и бежанците смятат, че украинският е техен роден език.

## Градове
1. Киев – Київ – 2 660 401
2. Харков – Харків – 1 464 740
3. Днипро – Дніпро – 1 032 816
4. Одеса – Одеса – 1 007 131
5. Донецк – Донецьк – 999 975
6. Запорожие – Запоріжжя – 799 348
7. Лвов – Львів – 733 728
8. Кривой рог – Кривий Ріг – 696 667
9. Николаев– Миколаїв – 509 011
10. Мариупол – Маріуполь – 482 440
11. Луганск – Луганськ – 452 789
12. Макеевка – Макіївка – 375 992
13. Виница – Вінниця – 360 241
14. Симферопол – Сімферополь – 341 599
15. Севастопол – Севастополь – 340 353
16. Херсон – Херсон – 319 278
17. Полтава – Полтава – 309 960
18. Чернигов – Чернігів – 300 497
19. Черкаси – Черкаси – 293 271
20. Суми – Суми – 282 198
21. Горловка – Горлівка – 279 061
22. Житомир – Житомир – 277 875
23. Хмелницки – Хмельницький – 255 902
24. Каменское – Кам'янське – 249 530
25. Кропивницки – Кропивницький – 248 367

## Транспорт
Общата дължина на републиканските пътища в страната е 170 хиляди километра. Общата дължина на железопътната инфраструктура е 21 626 километра.
В страната има 20 големи летища с 12 летища, предлагащи редовни полети. В Украйна има седем плавателни реки – Дунав, Днепър, Припят и др. Славянската държава граничи с две морета – Черно и Азовско и по нейното крайбрежие се намират 18 големи морски пристанища.